# Darlington, New South Wales
Darlington este o suburbie în Sydney, Australia.